# جنة
الجَنَّة في اللغة هي البُسْتان، ومنه الجَنّات، وتصغيرها جنينة، والعرب تسمّي النخيل جَنَّة، والجَنَّةُ الحَديقةُ ذات الشجر والنخل، وجمعها جِنان، وفيها تخصيص، ويقال للنخل وغيرها. والكلمة مشتقة من جَنَّ أي سَتَرَ وأظْلَمَ وخَفَى. سميت بذلك لسترها الأرض بظلالها. وقد وردت بهذا المعنى في سورة الكهف مثلا في الآية: ﴿وَاضْرِبْ لَهُمْ مَثَلًا رَجُلَيْنِ جَعَلْنَا لِأَحَدِهِمَا جَنَّتَيْنِ مِنْ أَعْنَابٍ وَحَفَفْنَاهُمَا بِنَخْلٍ وَجَعَلْنَا بَيْنَهُمَا زَرْعًا ۝٣٢﴾ [الكهف:32]
ويقصد عادة في السياق العام «تلك الجنة التي وعد الله عباده بالغيب» وهي نقيض النار. والجنة مصطلح للدلالة على مكان فيه رخاء ونعيم وحياة رغيدة كاملة الملذات.

## الجنة في العقيدة الإسلامية
لقد ورد في القرآن الكثير من الآيات التي تشير إلى الجنة وهي بالتحديد 66 آية. ووردت كمسكن للصالحين والعابدين الله وحده لاشريك له يؤمن المسلمون بأنها الحياة الخالدة في الجنة دار النعيم في الآخرة وهي حياة لا موت بعدها. قال الله تعالى: ﴿مَثَلُ الْجَنَّةِ الَّتِي وُعِدَ الْمُتَّقُونَ تَجْرِي مِنْ تَحْتِهَا الْأَنْهَارُ أُكُلُهَا دَائِمٌ وَظِلُّهَا تِلْكَ عُقْبَى الَّذِينَ اتَّقَوْا وَعُقْبَى الْكَافِرِينَ النَّارُ ۝٣٥﴾ (سورة الرعد، الآية 35) وقال كذلك: ﴿وَدَانِيَةً عَلَيْهِمْ ظِلَالُهَا وَذُلِّلَتْ قُطُوفُهَا تَذْلِيلًا ۝١٤ وَيُطَافُ عَلَيْهِمْ بِآنِيَةٍ مِنْ فِضَّةٍ وَأَكْوَابٍ كَانَتْ قَوَارِيرَا ۝١٥ قَوَارِيرَ مِنْ فِضَّةٍ قَدَّرُوهَا تَقْدِيرًا ۝١٦ وَيُسْقَوْنَ فِيهَا كَأْسًا كَانَ مِزَاجُهَا زَنْجَبِيلًا ۝١٧ عَيْنًا فِيهَا تُسَمَّى سَلْسَبِيلًا ۝١٨ وَيَطُوفُ عَلَيْهِمْ وِلْدَانٌ مُخَلَّدُونَ إِذَا رَأَيْتَهُمْ حَسِبْتَهُمْ لُؤْلُؤًا مَنْثُورًا ۝١٩ وَإِذَا رَأَيْتَ ثَمَّ رَأَيْتَ نَعِيمًا وَمُلْكًا كَبِيرًا ۝٢٠﴾ (سورة الإنسان، الآيات 14-20)، ويعتقد المسلمون أن جميع الخلق خلقوا على الفطرة ألا وهي عبادة الله وحده لا شريك له.

### معنى الجنة في الإسلام
يؤمن المسلمون أن في الجنة أنهارًا وخضرة وفواكه وثمارًا دانية وأشجارًا كثيرة. وفيها أكل وشرب وكل ما تشتهيه النفس كما ذكر في القرآن، وكما قال رسول الله صلى الله عليه وسلم: «إن في الجنة ما لا عين رأت ولا أذن سمعت ولا خطر على قلب بشر». لذلك فهم يتبعون أوامر دينهم من آداء الصلاة والصيام ومساعدة المحتاجين بدفع الزكاة والحج ونصرة المظلوم وفعل الصالحات ليرضى عنهم الله ويدخلهم الجنة.

### درجات الجنة
وللجنة عند المسلمين مراتب أعلاها فردوس. روى مسلم بن الحجاج في صحيحه من حديث المغيرة بن شعبة رضي الله عنه أن النبي صلى الله عليه وسلم قال: «سأل موسى بن عمران ربه جل وعلا وقال: يا رب! ما أدنى أهل الجنة منزلة؟ فقال الله جل وعلا: يا موسى! ذلك رجل يجيء بعدما أدخل أهل الجنة الجنة فيقال له: ادخل الجنة، فيقول: يا رب! كيف وقد نزل الناس منازلهم وأخذوا أخذاتهم؟ فيقول الله جل وعلا: أما ترضى أن يكون لك مثل مُلْك مَلِك من ملوك الدنيا؟ فيقول العبد: رضيت يا رب! رضيت يا رب! فيقول الرب: لك ذلك ومثله ومثله ومثله ومثله فيقول العبد في الخامسة: رضيت يا رب! رضيت يا رب! فيقول الرب جل وعلا: لك ذلك وعشرة أمثاله معه، ولك فيها ما اشتهت نفسك، ولذت عينك».
وقال أحمد: حدثنا فزارة، أخبرني فليح، عن هلال - يعني ابن علي - عن عطاء، عن أبي هريرة، أن رسول الله ﷺ قال: «إن أهل الجنة ليتراءون في الجنة كما تراءون - أو ترون - الكوكب الدري الغابر في الأفق، الطالع، في تفاضل الدرجات. " قالوا: يا رسول الله، أولئك النبيون؟" قال:  بلى، والذي نفسي بيده، وأقوام آمنوا بالله وصدقوا المرسلين». قال الحافظ الضياء: وهذا على شرط البخاري.

### وصف الجنة في الإسلام
ومن أفضل ما وُصف عن الجنة، ما ألفه ابن القيم في خاتمة نونيته الشهيرة «نونية ابن القيم» واسمها الكامل هو «الكافية الشافية في الانتصار للفرقة الناجية»، ويبدأ وصف الجنة في نونيته من البيت رقم 4931 وتنتهي بنهاية القصيدة في البيت رقم 5698.

#### من أسماء الجنة ودرجاتها
- دار السلام: قال تعالى: ﴿لَهُمْ دَارُ السَّلَامِ عِنْدَ رَبِّهِمْ وَهُوَ وَلِيُّهُمْ بِمَا كَانُوا يَعْمَلُونَ ۝١٢٧﴾[4] (سورة الأنعام، الآية 127).
- جنات عدن: قال عزّ وجلّ: ﴿جَنَّاتِ عَدْنٍ الَّتِي وَعَدَ الرَّحْمَنُ عِبَادَهُ بِالْغَيْبِ إِنَّهُ كَانَ وَعْدُهُ مَأْتِيًّا ۝٦١﴾[5] (سورة مريم، الآية 61).
- جنات النعيم: قال عزّ وجلّ: ﴿إِنَّ الَّذِينَ آمَنُوا وَعَمِلُوا الصَّالِحَاتِ لَهُمْ جَنَّاتُ النَّعِيمِ ۝٨﴾[6] (سورة لقمان، الآية 8).
- دار المقامة: قال عزّ وجلّ: ﴿وَقَالُوا الْحَمْدُ لِلَّهِ الَّذِي أَذْهَبَ عَنَّا الْحَزَنَ إِنَّ رَبَّنَا لَغَفُورٌ شَكُورٌ ۝٣٤ الَّذِي أَحَلَّنَا دَارَ الْمُقَامَةِ مِنْ فَضْلِهِ لَا يَمَسُّنَا فِيهَا نَصَبٌ وَلَا يَمَسُّنَا فِيهَا لُغُوبٌ ۝٣٥﴾[7] (سورة فاطر، الآيات 34-35).
- دار الخلد: قال عزّ وجلّ: ﴿وَأَمَّا الَّذِينَ سُعِدُوا فَفِي الْجَنَّةِ خَالِدِينَ فِيهَا مَا دَامَتِ السَّمَاوَاتُ وَالْأَرْضُ إِلَّا مَا شَاءَ رَبُّكَ عَطَاءً غَيْرَ مَجْذُوذٍ ۝١٠٨﴾[8] (سورة هود، الآية 108) وقال كذلك: ﴿مَثَلُ الْجَنَّةِ الَّتِي وُعِدَ الْمُتَّقُونَ تَجْرِي مِنْ تَحْتِهَا الْأَنْهَارُ أُكُلُهَا دَائِمٌ وَظِلُّهَا تِلْكَ عُقْبَى الَّذِينَ اتَّقَوْا وَعُقْبَى الْكَافِرِينَ النَّارُ ۝٣٥﴾[2] (سورة الرعد، الآية 35) وقال: ﴿لَا يَمَسُّهُمْ فِيهَا نَصَبٌ وَمَا هُمْ مِنْهَا بِمُخْرَجِينَ ۝٤٨﴾[9] (سورة الحجر، الآية 48) وقال: ﴿ادْخُلُوهَا بِسَلَامٍ ذَلِكَ يَوْمُ الْخُلُودِ ۝٣٤﴾[10] (سورة ق، الآية 34).
- جنة المأوى: قال عزّ وجلّ: ﴿عِنْدَهَا جَنَّةُ الْمَأْوَى ۝١٥﴾[11] (سورة النجم، الآية 15). قال عطاء عن ابن عباس هي جنة التي يأوي إليها جبريل والملائكة وقال مقاتل هي جنة تأوي إليها أرواح الشهداء وقال كعب هي جنة فيها طير خضر ترتع فيها أرواح الشهداء.
- دار الحيوان: قال عزّ وجلّ: ﴿وَمَا هَذِهِ الْحَيَاةُ الدُّنْيَا إِلَّا لَهْوٌ وَلَعِبٌ وَإِنَّ الدَّارَ الْآخِرَةَ لَهِيَ الْحَيَوَانُ لَوْ كَانُوا يَعْلَمُونَ ۝٦٤﴾[12] (سورة العنكبوت، الآية 64).
- الفردوس: قال عزّ وجلّ: ﴿أُولَئِكَ هُمُ الْوَارِثُونَ ۝١٠ الَّذِينَ يَرِثُونَ الْفِرْدَوْسَ هُمْ فِيهَا خَالِدُونَ ۝١١﴾[13] (سورة المؤمنون، الآية 10-11).
- المقام الأمين: قال عزّ وجلّ: ﴿إِنَّ الْمُتَّقِينَ فِي مَقَامٍ أَمِينٍ ۝٥١﴾[14] (سورة الدخان، الآية 51).
- مقعد صدق: قال عزّ وجلّ: ﴿إِنَّ الْمُتَّقِينَ فِي جَنَّاتٍ وَنَهَرٍ ۝٥٤ فِي مَقْعَدِ صِدْقٍ عِنْدَ مَلِيكٍ مُقْتَدِرٍ ۝٥٥﴾[15] (سورة القمر، الآية 54-55).

#### أنهار الجنة
في الجنة نهر من ماء ونهر من عسل ونهر من اللبن ونهر من الخمر يختلف عن خمر الدنيا كما ورد في الأحاديث النبوية، وفي سنن الترمذي أن رسول الله صلى الله عليه وسلم قال: « إن في الجنة بحر العسل، وبحر الخمر، وبحر اللبن، وبحر الماء، ثم تنشق الأنهار بعد ».
- قال عزّ وجلّ: ﴿وَبَشِّرِ الَّذِينَ آمَنُوا وَعَمِلُوا الصَّالِحَاتِ أَنَّ لَهُمْ جَنَّاتٍ تَجْرِي مِنْ تَحْتِهَا الْأَنْهَارُ كُلَّمَا رُزِقُوا مِنْهَا مِنْ ثَمَرَةٍ رِزْقًا قَالُوا هَذَا الَّذِي رُزِقْنَا مِنْ قَبْلُ وَأُتُوا بِهِ مُتَشَابِهًا وَلَهُمْ فِيهَا أَزْوَاجٌ مُطَهَّرَةٌ وَهُمْ فِيهَا خَالِدُونَ ۝٢٥﴾[17] (سورة البقرة، الآية 25).
- قال عزّ وجلّ: ﴿مَثَلُ الْجَنَّةِ الَّتِي وُعِدَ الْمُتَّقُونَ فِيهَا أَنْهَارٌ مِنْ مَاءٍ غَيْرِ آسِنٍ وَأَنْهَارٌ مِنْ لَبَنٍ لَمْ يَتَغَيَّرْ طَعْمُهُ وَأَنْهَارٌ مِنْ خَمْرٍ لَذَّةٍ لِلشَّارِبِينَ وَأَنْهَارٌ مِنْ عَسَلٍ مُصَفًّى وَلَهُمْ فِيهَا مِنْ كُلِّ الثَّمَرَاتِ وَمَغْفِرَةٌ مِنْ رَبِّهِمْ كَمَنْ هُوَ خَالِدٌ فِي النَّارِ وَسُقُوا مَاءً حَمِيمًا فَقَطَّعَ أَمْعَاءَهُمْ ۝١٥﴾[18] (سورة محمد، الآية 15).
- نهر الكوثر: وهو نهر أعطى لرسول الله ﷺ في الجنة ويشرب منه المسلمون في الموقف يوم القيامة شربة لا يظمأون بعدها أبدًا بحمد الله وقد سميت إحدى سور القرآن باسمه ووصفه رسول الله صلى الله عليه وسلم بأن حافتاه من قباب اللؤلؤ المجوف وترابه المسك وحصباؤه اللؤلؤ وماؤه أشد بياضًا من الثلج وأحلى من السكر وآنيته من الذهب والفضة.
- نهر البيدخ: وهو نهر يغمس فيه الشهداء فيخرجون منه كالقمر ليلة البدر وقد ذهب عنهم ما وجدوه من أذى الدنيا.
- نهر بارق: وهو نهر على باب الجنة يجلس عنده الشهداء فيأتيهم رزقهم من الجنة بكرة وعشيًا.

#### عيون الجنة
- عين من كافور: ﴿إِنَّ الْأَبْرَارَ يَشْرَبُونَ مِنْ كَأْسٍ كَانَ مِزَاجُهَا كَافُورًا ۝٥ عَيْنًا يَشْرَبُ بِهَا عِبَادُ اللَّهِ يُفَجِّرُونَهَا تَفْجِيرًا ۝٦﴾[19] (سورة الإنسان، الآيتين 5-6).
- التسنيم: ﴿إِنَّ الْأَبْرَارَ لَفِي نَعِيمٍ ۝٢٢ عَلَى الْأَرَائِكِ يَنْظُرُونَ ۝٢٣ تَعْرِفُ فِي وُجُوهِهِمْ نَضْرَةَ النَّعِيمِ ۝٢٤ يُسْقَوْنَ مِنْ رَحِيقٍ مَخْتُومٍ ۝٢٥ خِتَامُهُ مِسْكٌ وَفِي ذَلِكَ فَلْيَتَنَافَسِ الْمُتَنَافِسُونَ ۝٢٦ وَمِزَاجُهُ مِنْ تَسْنِيمٍ ۝٢٧ عَيْنًا يَشْرَبُ بِهَا الْمُقَرَّبُونَ ۝٢٨﴾[20] (سورة المطففين، الآيات 22-28).
- السلسبيل: ﴿وَيُسْقَوْنَ فِيهَا كَأْسًا كَانَ مِزَاجُهَا زَنْجَبِيلًا ۝١٧ عَيْنًا فِيهَا تُسَمَّى سَلْسَبِيلًا ۝١٨﴾[21] (سورة الإنسان، الآيتين 17-18).

#### نساء الجنة
ونساء الجنة هن الحور العين وهن مطهرات من الحيض، والبول، النفاس، الغائط، المخاط، البصاق، وكل قذر وأذى نساء الدنيا، فطهر مع ذلك بدنها من الأخلاق السيئة والصفات المذمومة وطهر لسانها من الفحش والبذاء وطهر طرفها من أن تطمع في غير زوجها وطهر أثوابها من يعرض لدنس أو وسخ. والحور جمع حوراء وهي المرأة الشابة الجميلة البيضاء الشديدة البياض.
- قال عزّ وجلّ: ﴿كَأَنَّهُنَّ الْيَاقُوتُ وَالْمَرْجَانُ ۝٥٨﴾[22] (سورة الرحمن، الآية 58).
- قال عزّ وجلّ: ﴿كَأَمْثَالِ اللُّؤْلُؤِ الْمَكْنُونِ ۝٢٣﴾[23] (سورة الواقعة، الآية 23).
- قال عزّ وجلّ: ﴿كَأَنَّهُنَّ بَيْضٌ مَكْنُونٌ ۝٤٩﴾[24] (سورة الصافات، الآية 49).

#### بناء الجنة
وبناء الجنة لبنة من فضة ولبنة من ذهب، وملاطها المسك، وحصباؤها اللؤلؤ والياقوت، وترابها الزعفران، ومن صلى في اليوم إثنتي عشرة ركعة (النوافل) بني له بيت في الجنة، كما ذكر في الحديث.

#### أبواب الجنة
للجنة ثمانية أبواب ومن بينها باب الريان لا يدخله إلا الصائمون، وعرض الباب مسيرة الراكب السريع قيل أربعين عامًا. ومن أبواب الجنة أيضًا باب الصلاة لأهل الصلاة، وباب الصدقة لأهل الصدقة، وباب الجهاد للمجاهدين في سبيل الله، وباب الأيمن، وباب الكاظمين الغيظ.

#### درجاتها
في الجنة مائة درجة ما بين كل درجتين كما بين الأرض والسماء، وأعلاها الفردوس، ومنها تفجر أنهار الجنة، ومن فوقها عرش الرحمن.

#### أشجار الجنة
ذكر في أحاديث نبوية أن فيها شجرة يسير الراكب في ظلها مائة سنة لا يقطعها، وإن أشجارها دائمة العطاء قريبة دانية مذللة وقد ذكر منها شجرة طوبى وسدرة المنتهى.
- شجرة طوبى: قال عنها رسول الله ﷺ أنها تشبه شجرة الجوز وهي بالغة العظم في حجمها وتتفتق ثمارها عن ثياب أهل الجنة في كل ثمرة سبعين ثوبًا ألوانًا ألوان من السندس والأستبرق لم ير مثلها أهل الدنيا ينال منها المؤمن ما يشاء وعندها يجتمع أهل الجنة فيتذكرون لهو الدنيا فيبعث الله ريحًا من الجنة تحرك تلك الشجرة بكل لهو كان في الدنيا.
- سدرة المنتهى: وهي شجرة عظيمة تحت عرش الرحمن ويخرج من أصلها أربعة أنهار ويغشاها نور الله والعديد من الملائكة وهي مقام سيدنا إبراهيم عليه السلام ومعه أطفال المؤمنين الذين ماتوا وهم صغار يرعاهم كأب لهم جميعًا وأوراقها تحمل علم الخلائق وما لا يعلمه إلا الله سبحانه وتعالى وفي الجنة أشجار من جميع أنواع الفواكه المعروفة في الدنيا ليس منها إلا الأسماء أما الجوهر فهو ما لا يعلمه إلا الله.
- قال عزّ وجلّ: ﴿وَبَشِّرِ الَّذِينَ آمَنُوا وَعَمِلُوا الصَّالِحَاتِ أَنَّ لَهُمْ جَنَّاتٍ تَجْرِي مِنْ تَحْتِهَا الْأَنْهَارُ كُلَّمَا رُزِقُوا مِنْهَا مِنْ ثَمَرَةٍ رِزْقًا قَالُوا هَذَا الَّذِي رُزِقْنَا مِنْ قَبْلُ وَأُتُوا بِهِ مُتَشَابِهًا وَلَهُمْ فِيهَا أَزْوَاجٌ مُطَهَّرَةٌ وَهُمْ فِيهَا خَالِدُونَ ۝٢٥﴾[17] (سورة البقرة، الآية 25).

#### خيام الجنة
تضرب فيها للمؤمن خيمة مجوفة من اللؤلؤ عرضها ستون ميلًا في كل زاوية فيها أهل يطوف عليهم.

#### أماني الجنة
يقال لداخلها تمنى فلك الذي تمنيت وعشرة أضعاف الدنيا.

#### خازن الجنة
وكما أن للنار خازنًا من الملائكة يدعى مالك؛ فإن للجنة خازنًا من الملائكة يدعى رضوان.

## طالع كذلك
- أهل الجنة
- الملاك رضوان
- حديقة المباهج الأرضية
- سدرة المنتهى
- جنات عدن
- جهنم
- مالك خازن النار